# 福富インターチェンジ
福富インターチェンジ（ふくとみインターチェンジ）は、佐賀県杵島郡白石町にある地域高規格道路有明海沿岸道路（佐賀福富道路）のインターチェンジ (IC) である。

## 歴史
- 2021年（令和3年）7月24日 : 芦刈南IC - 福富IC間 開通に伴い、供用開始[1]。

## 道路
- 有明海沿岸道路（佐賀福富道路）

## 接続する道路
- 佐賀県道36号武雄福富線

## 周辺情報
- 道の駅しろいし

## 隣
有明海沿岸道路（佐賀福富道路）
福富北IC - 福富IC